# سودرا
سودرا (انگلیسی: Södra) شرکت جنگل‌داری سوئدی است.